# Franny's Feet

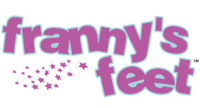
Logo da série.

Franny's Feet (No Brasil, Os Pezinhos Mágicos de Franny / Em Portugal, Os Pézinhos Mágicos da Franny) foi uma série de animação infantil estadunidense-canadense criada por Cathy Moss e Susin Nielsen. Produzida pela Decode Entertainment, a série é centrada em Francine "Franny" Fantootsie.
Franny's Feet estreou em 2003 e teve o episódio final em 10 de abril de 2010.

## Sinopse
Franny é uma garotinha de cinco anos que vive experiências encantadas quando calça seus sapatos que estão na loja do seu avó sapateiro. Seus pezinhos mágicos podem levá-la ao Atlântico ou até mesmo à África. Seja qual for o destino, ela certamente conhecerá muitas pessoas interessantes no caminho. 
O programa foi projetado para crianças e tem sido criticado nos Estados Unidos e no Canadá, mas ao mesmo tempo foi premiado pelo iParenting Media Awards.

## Elenco

### Principal
- Phoebe McAuley como Franny
- George Buza como Vovô (Avô)
- Katherine Crimi como Lucy

## Episódios

### Primeira temporada
1. O Vestido dos Sinos/Fóssil
2. Lili e o Farol/Não precisa ter medo
3. Dividir é muito bom/O Pavão e o Flamingo
4. Delícia de comida/Presente de papel
5. Vamos fazer as pazes/Pulando
6. No meio da noite/O Jardim do Palvo
7. Tempo ruim/O Flamingo Rosa
8. As Renas vão ao resgate/Um Grande Trabalho
9. Ideia Brilhante/Jogando frescobol com a Iguana
10. A Abóbora Gigante/Nevando na Jamaica

### Segunda temporada
1. Brincando de Marionete/Um doce mistério
2. Biblioteca solitária/Pintando o sete
3. Visita ao veterinário/Sapatiando
4. As Gralhas Pega Pega/Dizendo como se sente
5. A Vocação de Charlie/Brincando no Pântano
6. Perdida no México/Tocando Colher
7. Uma apresentação notável/Fazendo rir
8. Aprendendo a nadar/Deixando para depois
9. Rabo de Cavalo/Passeando com Lulu
10. O Alce Cantor/Fazendo Macaquices

### Terceira temporada
1. Ser pequeno também é ótimo/Amiguinhos de Peso
2. A princesa Betia/Patinando no Gelo
3. O Fucinho Sabe/Esquecendo de ter medo
4. A Vovó Cabra/Franny e cinco pinos
5. Surpresa no Museu/Subindo nas alturas
6. Um túnel novo/Olimpíada na Grécia
7. Nat, o Yak/A Grande Corrida
8. Macaco Bagunceiro/O Esquilo Esquecido
9. Qual é a graça?/O Tesouro da Pirata
10. Fim de jogo/Batendo um bolão
11. Mágicas

## Exibição no Brasil
Inicialmente, a série foi exibida no Boomerang e Discovery Kids.  Foi exibida pela primeira vez na TV aberta em 2009, na TV Brasil.  No mesmo ano a TV Aparecida estreou o desenho, dentro do programa Clubti.

## Exibição em Portugal
O desenho animado foi exibido tanto no canal RTP2 como no canal Canal Panda.